# پوماهوآنا
پوماهوآنا (به اسپانیایی: Pumahuanca) یک کوه در پرو است که در پرو واقع شده‌است. پوماهوآنا ۵٬۳۱۸ متر بالاتر از سطح دریا واقع شده‌است.